# جانکشن اورلوک (آریزونا)
جانکشن اورلوک (به انگلیسی: Junction Overlook) یک منطقهٔ مسکونی در ایالات متحده آمریکا است که در آریزونا واقع شده‌است. جانکشن اورلوک ۱٬۸۴۹ متر بالاتر از سطح دریا واقع شده‌است.